# 紅火案
紅火案是一項發生於2004年辜仲諒侵佔和背信的台灣金融內線交易弊案。2004年，因時任總統陳水扁推動二次金改鼓勵金融機構合併，中信金控預備入股兆豐金控。在辜仲諒指示下，張明田等三人經由子公司紅火公司，贖回公司債，操縱兆豐金控股價，從中獲利新台幣十億元。
張明田等三人被控告違反《證券交易法》間接操縱股價等罪及《銀行法》背信罪。新台幣十億元獲利中，辜仲諒侵佔了三億元，因此辜仲諒被控違反《證交法》及《銀行法》背信罪。特偵組指控，辜仲諒將三億元獻金交給陳水扁家庭，也被視為是陳水扁家庭密帳案衍生的系列案件之一。但在此案二審後，辜仲諒改口聲明三億元獻金流入陳水扁家庭的說法是偽證。

## 事件經過
2004年間，時任總統陳水扁推動二次金改期間，中信金控當時的副董事長辜仲諒、財務長張明田、法務長鄧彥敦、財務副總林祥曦等人，由旗下金控成員中信銀香港分行發行5億美元的次順位債券，其中3.9億美元向英商巴克萊銀行買入三十年期保本連結股權型結構債（又稱為一籃子結構債），其後藉由一海外公司Euclid公司，得隨時要求巴克萊銀行調整結構債連結股票標的比例，並利用建立結構債避險部位之名義，自94年10月7日至95年1月12日，陸續透過巴克萊銀行外國機構投資人帳戶（FINI帳戶）買進兆豐金股票約44萬張，佔已發行股份總數3.97%。
惟嗣因中信金控向金管會申請轉投資兆豐金控時，須申報中信金控及其子公司當時所投資持有兆豐金控股票之股數，為避免金管會有疑義，辜仲諒於94年12月28日未提報常務董事會批示，逕行將上述結構債由長期投資，調整為交易目的即短期持有，且在未經中信銀董事會決議，亦未踐行KYC程序下，95年1月10日即由當時董事長辜仲諒核定，將該結構債以4億0108萬1349美元售予海外紙上公司Red Fire（紅火公司）。
其後，於95年2月3日，中信金控向金管會申請之轉投資兆豐金案自動核准生效，並自95年2月10日至3月2日期間內，在國內證券集中交易市場委託買進兆豐金控股票。約此同時，紅火公司為支付前述結構債之價金，向巴克萊銀行贖回結構債，故其於95年2月14、15日及2月20日至3月2日將前揭結構債所連結之兆豐金股票全數售出，紅火公司因賣價較買價高而在其中獲利3047萬美元（約台幣10億元）。另外，在紅火公司支付結構債價金後，其又匯回2090萬美金予中信金控海外孫公司，然尚有957萬4717.12美元（約3億多台幣）不知去向。
2006年，辜仲諒的妹婿陳俊哲向辜仲諒表示，吳淑珍對中信金控併購兆豐金控表示不滿，要求新台幣三億元獻金。兩人從不法獲利的新台幣十億元中取出1,000萬美元（約新台幣3.3億元）預備作為獻金，其餘新台幣七億元則匯回中信金控。但是兩人共同侵佔了這三億元，挪為私用，也沒有將它交給吳淑珍。
同年，檢察官開始進行偵查，辜仲諒於7月底辭去中信銀行董事長一職並避走日本。2008年11月24日，辜仲諒自日本返回台灣首度公開說明中信金插旗兆豐金等案情，並轉為汙點證人，協助釐清扁案的來龍去脈。

## 訴訟過程
財務長張明田、法務長鄧彥敦、財務副總林祥曦，於2008年間被台北地方法院判決有罪（96年度重訴字第19號判決），成立《證券交易法》第155條第1項第7款間接操縱股價及《銀行法》背信罪，以上兩罪依修正前刑法55條為牽連犯，從一重之銀行法背信罪處斷，刑期分別為八年、七年二月及七年六月。
2010年10月18日，台北地方法院宣判（98年度金重訴字第40號判決），辜仲諒違反《證券交易法》第155條第1項第7款間接操縱股價及《銀行法》第125條之2背信罪，兩罪合併執行有期徒刑九年。辜仲諒提出上訴，聲明無罪。
2011年4月20日，在台灣高等法院上訴庭中，辜仲諒承認，紅火公司獲利的新台幣三億元並未流進陳水扁家。律師陳明、金延華作證指出，這是因為辜仲諒擔心返台被押，他們才會幫辜做出不實陳報狀。
2013年5月31日，台灣高等法院宣判（97年度上重訴字第54號及99年度金上重訴第75號合併審理），辜仲諒違反《證券交易法》第155條第1項第7款間接操縱股價及銀行法第125條之2背信罪，兩罪依修正前刑法55條為牽連犯，從一重之銀行法背信罪處斷，處有期徒刑9年8個月，併科罰金新台幣1億5,000萬元。辜仲諒提出上訴，並聲明，當初轉投資兆豐金控時，因部屬建議，買進800張兆豐金控股票，純為個人投資；至於其中3億元則是由陳俊哲處理，他不清楚流向；他同時再度聲明，他之前聲稱3億元流入陳水扁家庭，是為了要回台而向特偵組謊稱的。
2014年5月21日，中信金控公告，該公司及其子公司於2006年當時所持有之兆豐金控股票合計共1,763,376,000股，近年來在配合主管機關要求下逐步出清，整體部位已於本月20日全數處分完畢。
2014年8月14日，中華民國最高法院103台上字第2792號判決，認為台灣高等法院判決關於本件特殊背信罪之被害人究係為何、未清楚交代犯罪所得新台幣1億元以上是如何計算出來的，且對於有利於被告辜仲諒的證據未為詳查，故撤銷台灣高等法院判決，發回台灣高等法院重審。
2018年9月12日，高等法院更一審同日上午宣判，辜仲諒金融控股公司法第57條，因有自白、繳回犯罪所得、刑事妥速審判法3項減刑事由，改判為3年6月徒刑。全案仍可上訴 。
2021年4月28日，台灣高等法院更二審審理紅火案，因最高法院刑事大法庭裁定等縮減審理範圍後，認定前中信金副董事長辜仲諒並無間接操縱股價及背信行為，改判無罪，檢方不服可上訴。
2022年5月12日，最高法院認為，更二審對辜仲諒及其他被告的背信故意，未有充分的調查證據取捨的理由，也未能釐清是否對中信金控造成損害。最高法院只針對張明田、林祥曦所涉的證券交易法操縱股價罪方面，駁回檢方上訴，此部分2人確定無罪，但有背信、銀行法罪與辜一起發回更審。
2024年9月，最高法院指出，辜仲諒出售結構債給紅火公司，具有背信罪的主觀不法，以及讓中信銀行蒙受損害，確實是有調查未盡的違法事實，因此發回高等法院更審。